# Greatest Hits (álbum de Aqua)
Greatest Hits es el segundo álbum de grandes éxitos del grupo eurodance y rock danés Aqua, que fue lanzado en Dinamarca, Suecia y Noruega el 15 de junio de 2009. El 27 de mayo, la lista de canciones se confirmó. Se incluyen versiones remasterizadas digitalmente de 16 de canciones antiguas y tres nuevas: Back to the 80's, My Mamma Said y "Live Fast - Die Young". 
A finales de 2008 hubo rumores de que Aqua lanzaría un tercer álbum de estudio. El grupo informó de que no era el caso, pero que un álbum de grandes éxitos con canciones nuevas "que muestra el nuevo estilo de la banda" sería lanzado. 
La recopilación no incluye los sencillos "Good Morning Sunshine" y "Bumble Bees", y el sencillo promocional "Didn't I". Incluye, en su lugar, siete canciones que nunca fueron lanzadas como sencillos. 
El álbum se convirtió en el número #1 en Dinamarca, y luego salió a la venta en toda Europa el 22 de septiembre de 2009.

## Lista de canciones
1. Back to the 80's - 3:44
2. My Mamma Said - 3:37
3. "Live Fast - Die Young" - 3:03
4. "Happy Boys and Girls" - 3:34
5. Barbie Girl - 3:15
6. "Around the World" - 3:29
7. Doctor Jones - 3:22
8. "Aquarius" - 4:21
9. "Cuba Libre" - 3:35
10. "Lollipop (Candyman)" - 3:35
11. Cartoon Heroes - 3:39
12. "Be a Man" - 4:21
13. "My Oh My" - 3:23
14. "Freaky Friday" - 3:44
15. "We Belong to the Sea" - 4:17
16. "Roses are Red" - 3:42
17. "Halloween" - 3:49
18. "Turn Back Time" - 4:07
19. "Goodbye to the Circus" - 3:59
20. "Spin Me a Christmas" (bonus en iTunes)

- Datos: Q2736011